# Borowy Młyn (Bucharzewo)
Borowy Młyn – osada leśna wsi Bucharzewo w Polsce, położona w województwie wielkopolskim, w powiecie międzychodzkim, w gminie Sieraków. Wchodzi w skład sołectwa Marianowo.
W latach 1975–1998 osada administracyjnie należała do województwa poznańskiego.

## Lokalizacja
Atrakcyjnie, pod względem przyrodniczym i krajobrazowym, położona osada w dolinie tzw. Borowego Strumienia, tworzącego powyżej leśniczówki, jezioro rynnowe o sztucznie podwyższonym poziomie wody, zwane Borowym Stawem. Na południe od lesniczówki leży jezioro Borowy Młyn (22,47 ha).

## Historia osady
Wzmiankowana w dokumentach już w 1443 r., o historii jeszcze starszej. Na pobliskich wydmach znaleziono przedmioty pochodzące z epoki kamiennej. Nazwa osady wskazuje na istnienie tu w przeszłości młyna. Obecnie znajduje się tutaj leśniczówka, siedziba leśnictwa Borowy Młyn w Nadleśnictwie Sieraków.
W okresie Wielkiego Księstwa Poznańskiego (1815-1848) miejscowość należała do wsi mniejszych w ówczesnym pruskim powiecie Międzyrzecz w rejencji poznańskiej. Borowy Młyn należał do okręgu sierakowskiego tego powiatu i stanowił część majątku Sieraków, którego właścicielem był wówczas rząd pruski w Berlinie. Według spisu urzędowego z 1837 roku wieś liczyła 29 mieszkańców, którzy zamieszkiwali dwa dymy (domostwa).

## Ochrona przyrody
- Od 1991 r. okolice leśniczówki zostały włączone w teren Sierakowskiego Parku Krajobrazowego, chroniącego unikatowy polodowcowy krajobraz Pojezierza Międzychodzko-Sierakowskiego;
- W 2002 roku cała gmina Sieraków została włączona także w obszar specjalnej ochrony ptaków „Natura 2000” – Puszcza Notecka (PLB300015)[7];
- Pomniki przyrody – w leśnictwie Borowy Młyn znajduje się 5 pomników przyrody[8]:
  - 3 pojedyncze drzewa,
  - 2 grupy drzew (łącznie 18 drzew).
Chronione są natomiast dwa gatunki drzew:
  - 1 świerk pospolity,
  - 20 sosen zwyczajnych skupionych w 4 pomniki przyrody.

| lp | nr w rejestrze | przedmiot ochrony | gatunek                   | opis                  |
| -- | -------------- | ----------------- | ------------------------- | --------------------- |
| 1  | 652            | drzewo            | sosna zwyczajna           | obw. b.d. wys. b.d.   |
| 2  | 653            | drzewo            | świerk pospolity          | obw. 271 cm wys. 28 m |
| 3  | 1173/00        | drzewo            | sosna zwyczajna           | obw. b.d. wys. b.d.   |
| 4  | 298/922        | grupa drzew       | sosna zwyczajna (4 szt.)  | obw. 110 cm wys. 23 m |
| 5  | 299/923        | grupa drzew       | sosna zwyczajna (14 szt.) | obw. 116 cm wys. b.d. |

## Turystyka
Borowy Młyn jest ważnym skrzyżowaniem szlaków turystycznych pieszych:
- Pieszy szlak żółty PTTK: Nojewo → Jezioro Wielkie → Jez. Krzymień → Tuchola → Sieraków → Marianowo – dąb „Józef → RP „Mszar nad jez. Mnich” → RP „Cegliniec” → Puszcza Notecka: Borowy Młyn → Kobusz → Piłka;
- Pieszy szlak czerwony PTTK: Sieraków → RP „Buki n. jezz. Lutomskim” → Sośnia – punkt widokowy Góra Głazów → Kurnatowice → Prusim → Zatom Stary → (prom na Warcie) → Kukułka → Borowy Młyn – Jezioro Lichwińskie → Jezioro Bucharzewskie → Chojno → Mokrz;

oraz lokalnych dróg rowerowych.

## Literatura
1. Włodzimierz Łęcki, Pojezierze Międzychodzko-Sierakowskie, Wielkopolska Biblioteka Krajoznawcza – zeszyt nr 8, s. 155, Wydawnictwo Wielkopolska Biblioteka Publiczna na zlecenie Wydziału Kultury i Sztuki Urzędu Wojewódzkiego w Poznaniu, wydanie V, Poznań 1995, ISBN 83-85811-22-2.